# Crematorio (serie de televisión)
Crematorio es una  serie de televisión española dirigida y escrita por Jorge Sánchez-Cabezudo, protagonizada por Pepe Sancho y producida por Canal+ 1. Es una adaptación de la novela homónima de Rafael Chirbes.

## Argumento
La web oficial de la serie de televisión da la siguiente sinopsis:

Crematorio es la historia de los Bertomeu, una familia que ha conseguido amasar una gran fortuna a lo largo de varias generaciones. Rubén Bertomeu dejó atrás los negocios agrícolas para crear un entramado empresarial que le ha convertido en el hombre más rico y poderoso de Misent. Únicamente en el entorno familiar Rubén Bertomeu encuentra oposición a su manera de entender el progreso.

## Personajes

### Familia Bertomeu
- Rubén Bertomeu: patriarca de la familia Bertomeu y protagonista de la serie, es un constructor que está realizando un complejo llamado Costa Azul, con un tamaño de 500 hectáreas y con 3 kilómetros de costa. Dirige sus negocios y los asuntos de su familia con puño de hierro, enriquecido a base del negocio inmobiliario desde hace décadas, si bien fuera de los límites de la legalidad. En palabras del actor que le interpreta, José Sancho, Bertomeu «no juega a ser un personaje popular, juega a acaparar lo que se ponga al alcance de la mano. Lo único que persigue es hacerse dueño de todo. Es alguien que piensa que el futuro de esta zona está en sus manos, e intenta transformarlo para su bienestar y el de los suyos. Dará trabajo a mucha gente y por el camino algunos se llevarán su parte. Por supuesto, él se llevará la mayor. No estoy diciendo que sea un santo, sino que es uno de tantos. Su familia está desarraigada. Y él es el culpable. Sabe que por perseguir sus grandes logros se ha olvidado de la familia: de su madre, de la que era su mujer, de su novia, de su hija y de su nieta. Precisamente con su nieta intenta recuperar el tiempo perdido, pero Rubén ya tiene edad suficiente para saber que no se recupera una familia que nunca has tenido del todo. Sabe que es culpa suya».[1]

- Silvia Bertomeu es la hija de Rubén, quien ha vivido alejada de los trabajos sucios de su padre y ejerce como dueña de una galería de arte. Si bien ha heredado el carácter de su padre, mantiene con este una continua relación de amor-odio, debido a que desaprueba su conducta y sus turbios negocios. Está interpretada por Alicia Borrachero, quien afirma sobre ella que es «una mujer sin máscara. Sin maquillaje, tanto en su forma de hablar como en su forma de sentir, en su esencia. Es auténtica. Es una mujer enganchada al padre, con mucho amor por él y al mismo tiempo, muy enojada con él».[1]

- Mónica: es la novia de Rubén, una atractiva joven. Mónica es una mujer deseosa de ganarse el afecto y el respeto tanto de su pareja como de su familia, si bien es considerada como el arquetipo de «cazafortunas», por ello, no goza de la aprobación de sus allegados. Está interpretada por Juana Acosta quien afirma sobre ella que es «ambición, fragilidad y corazón».[1]

- Miriam Mullor Bertomeu: es la hija de Silvia, una joven de 18 años que tiene recelo hacia sus padres y que vive en Londres, en donde estudia en una prestigiosa universidad a cuenta de su abuelo Rubén, aunque dedica su tiempo a llevar un estilo de vida hedonista y despreocupado. Posee una conflictiva relación con su madre, con la cual mantiene una personalidad rebelde y desafiante. Está interpretada por Aura Garrido quien afirma sobre ella que es «calculadora. Es vividora, pero es muy emocional también. Como hicieron su madre y su abuelo, pretende ser todo lo contrario a sus progenitores y sin embargo, acaba siendo igual que ellos».[1]

- Teresa: es la madre de Rubén, una mujer anclada en el pasado que no aprueba la acelerada transformación que sufre su familia y su entorno. Postrada en una silla de ruedas desde hacía años, reside en soledad solo acompañada de su fiel cuidadora. Unida, sobre todo, a su hijo Matías, mantiene una actitud distante respecto a su hijo Rubén, a quien considera el responsable de los profundos cambios que ha sufrido su familia. Está interpretada por Montserrat Carulla, quien afirma sobre ella que «es una mujer ambiciosa. Muy convencida de su posición social, por encima de la mayoría. La vida ha sido dura con ella, pero ella es muy dura con los que le rodean».[1]

- Matías Bertomeu: hermano de Rubén, a diferencia de este, nunca se ha involucrado en negocios externos a los terrenos familiares. Más intelectual que su hermano, desprecia su actitud y sus negocios, prefiriendo mantenerse al margen de estos, pese a todo, lo cierto es que, al igual que su madre, siempre ha dependido de él debido a su incapacidad para gestionar el dinero. La serie se inicia con su fallecimiento, por ello, únicamente se muestran representaciones suyas del pasado.

### Otros personajes
- Eladio Sarcós: brazo ejecutor de Rubén y quien realiza sus trabajos sucios. Hombre de pocas palabras y sin sutileza, demuestra poseer una lealtad feroz hacia su patrón. Está interpretado por Vicente Romero Sánchez quien afirma sobre él que «no es una persona capaz de tener un pensamiento independiente. Vive por y para su jefe. Tiene instinto canino».[1]

- Emilio Zarrategui es el abogado de la familia Bertomeu, teniendo infiltrados tanto en el cuerpo de policía como en otros organismos públicos para que el imperio no se venga abajo. Trabajador incansable y abnegado, está interpretado por Pau Durà, quien afirma sobre él que es «un abogado eficaz y congruente con sus objetivos, pulcro, parco y un poco misterioso».[1]

- Irina: interpretada por Sara Montalvo, es una de las prostitutas del burdel de Traian e interés amoroso de Collado, quien planea fugarse con ella, sin embargo, descubrirá que lo ha estado utilizando junto a su novio.

- Juan Mullor: interpretado por Chisco Amado, es el marido de Silvia y padre de Miriam. Es catedrático universitario, permaneciendo ignorante acerca de los negocios de los Bertomeu, así como de las acciones de su mujer.

- Llorenç Torralba: concejal de urbanismo de Misent, es uno de los socios de Rubén en sus negocios inmobiliarios, manejando el consistorio a su antojo, enriqueciéndose de manera más que notable.

- Lola: interpretada por Sonia Almarcha, es la mujer de Ramón Collado. Abnegada esposa y madre de familia, permanece ajena a las acciones de su marido.

- Ramón Collado: fue la mano derecha de Rubén en el pasado, ahora trabaja como pequeño empresario por su cuenta, aunque ahogado por las tribulaciones en las que está metido. Está interpretado por Pep Tosar, quien afirma sobre él que es «un personaje pasional, elemental y de una capacidad reflexiva limitada».[1]

- Sergio Martí: interpretado por Alfonso Bassave, es un joven fotógrafo que mantiene una relación clandestina con Silvia Bertomeu. De manera inesperada, también se verá involucrado con la hija de esta, Miriam.

- Tomás Alonso: interpretado por Jorge Suquet, es el hijo de Valentín Alonso, quien queda a cargo de los negocios de su padre después de que este sea arrestado por la policía.

- Traian: un ruso que ha hecho dinero con los negocios de Rubén y que no quiere que los familiares hagan que los próximos puedan salir mal. Hombre frío, brutal, calculador y sin escrúpulos, es capaz de intimidar a cualquiera que le rodee y con la habilidad de no encontrarse nunca en el bando perdedor. Interpretado por Vlad Ivanov, afirma sobre él que es «un personaje muy, muy fuerte. Me encanta interpretarle porque tiene fuerza y es brillante. Es muy inteligente y creo que también es encantador».[1]

- Valentín Alonso: antiguo socio de Rubén, dirige la funeraria local de Misent. Sus acciones iniciarán el curso de acontecimientos que vivirá Rubén Bertomeu y su familia.

## Episodios
| N.º | Título                         | Dirigido por           | Escrito por                                       | Fecha de emisión original | Fecha de emisión en La Sexta | Audiencia | Cuota de pantalla |
| --- | ------------------------------ | ---------------------- | ------------------------------------------------- | ------------------------- | ---------------------------- | --------- | ----------------- |
| 1 | «Toda la paz del mediterráneo» | Jorge Sánchez-Cabezudo | Jorge Sánchez Cabezudo y Alberto Sánchez Cabezudo | 7 de marzo de 2011        | 30 de enero de 2012          | 1 628 000 | 7,8%              |
| El capítulo se inicia con la muerte de Matías, el hermano de Rubén Bartomeu, el más poderoso constructor inmobiliario de la ciudad de Misent. Mientras tanto, un desafortunado accidente desencadena toda una serie de acontecimientos que pondrán en peligro la situación de Rubén Bertomeu y de su familia, pues Rubén está iniciando su más ambicioso proyecto, Costa Azul, el mayor complejo hotelero y de viviendas de lujo de la región. En el pasado, se revela la relación entre Rubén y su hermano Matías. La carrera de Rubén se inicia con un proyecto de construcción inmobiliaria en los terrenos familiares, contando con la oposición de su madre y de su hermano, quienes no desean desprenderse de ellos. |                                |                        |                                                   |                           |                              |           |                   |
| 2 | «El barranco»                  | Jorge Sánchez-Cabezudo | Jorge Sánchez Cabezudo y Alberto Sánchez Cabezudo | 14 de marzo de 2011       | 31 de enero de 2012          | 1 327 000 | 8,3%              |
| A causa del accidente, la policía decide investigar los terrenos, propiedad de Rubén Bertomeu, así como diversas escuchas realizadas a Valentín Alonso, socio de Rubén y causante del accidente. Mientras tanto, Collado, la antigua mano derecha y amigo cercano de Rubén, termina metido en problemas con Traian, un mafioso ruso y socio de Rubén, al fugarse con una de sus prostitutas. |                                |                        |                                                   |                           |                              |           |                   |
| 3 | «Cambio de pareja»             | Jorge Sánchez-Cabezudo | Jorge Sánchez Cabezudo y Agustín Martínez         | 21 de marzo de 2011       | 6 de febrero de 2012         | 1 043 000 | 5,1%              |
| Collado termina ingresado en el hospital y decide contactar con la policía, creyendo que fue Rubén quien ordenó eliminarlo, si bien todo fue una trampa tendida por la prostituta y su novio. Rubén decide librarse de Traian al creer que no le resulta beneficioso tenerlo como socio. Una noche, tras una fiesta, unos rusos asaltan la vivienda de Rubén con su novia Mónica y su hija Silvia en el interior, robando el contenido de la caja fuerte. |                                |                        |                                                   |                           |                              |           |                   |
| 4 | «La oveja negra»               | Jorge Sánchez-Cabezudo | Jorge Sánchez Cabezudo y Alberto Sánchez Cabezudo | 28 de marzo de 2011       | 6 de febrero de 2012         | 869 000   | 5,6%              |
| La policía recupera los objetos robados por los asaltantes, descubriendo entre lo hallado unas libretas de Rubén que desvelan sus operaciones ilegales. Mientras tanto, Rubén decide ocuparse de un anciano que se niega a vender sus terrenos para dar marcha al inicio de su proyecto Costa Azul. Una noche, Rubén decide proponerle matrimonio a Mónica, mientras decide despedir a su nieta Miriam debido a la oposición de su hija Silvia. Esa misma noche, Zarrategui, el abogado de los Bertomeu, hace acto de aparición, pues Valentín Alonso ha decidido declarar en contra de Rubén. |                                |                        |                                                   |                           |                              |           |                   |
| 5 | «Día de pesca»                 | Jorge Sánchez-Cabezudo | Jorge Sánchez Cabezudo y Alberto Sánchez Cabezudo | 4 de abril de 2011        | 13 de febrero de 2012        | 992 000   | 4,8%              |
| Los problemas se inician ahora que Alonso y Collado han decidido declarar ante la policía. Rubén envía fuera de Misent a Mónica mientras la policía registra su casa y detiene a Llorenç, concejal de urbanismo de Misent y colaborador de Rubén. El propio Rubén resulta detenido, pasando la noche en el calabozo, mientras su hija Silvia se entera de lo ocurrido. Esa misma noche, Rubén sufre un infarto que le obliga a ser ingresado en el hospital. |                                |                        |                                                   |                           |                              |           |                   |
| 6 | «Manhattan»                    | Jorge Sánchez-Cabezudo | Jorge Sánchez Cabezudo y Alberto Sánchez Cabezudo | 11 de abril de 2011       | 13 de febrero de 2012        | 815 000   | 5,0%              |
| Rubén sigue ingresado fuera de peligro, si bien el juez no autoriza su traslado a prisión debido a su frágil estado. La ausencia de Rubén provoca que todos comiencen a hacer la guerra por su cuenta; Mónica decide pagar la fianza de Rubén con el dinero que este le había dado, lo que causa que ahora ella sea también sospechosa para la policía; Silvia descubre una gran cantidad de obras de arte ocultas; Sarcós, mano derecha de Rubén y su brazo ejecutor, decide asaltar a Collado en el hospital, si bien termina defenestrado por una ventana. |                                |                        |                                                   |                           |                              |           |                   |
| 7 | «El General»                   | Jorge Sánchez-Cabezudo | Jorge Sánchez Cabezudo y Alberto Sánchez Cabezudo | 18 de abril de 2011       | 20 de febrero de 2012        | 902 000   | 4,5%              |
| Rubén se vuelve a poner al mando de los asuntos mientras Silvia acude a hablar con la mujer de Collado. Alonso aparece muerto en prisión y pacta con Llorenç para evitar que este declare. Por su parte, Mónica afirma que está embarazada, pero solo se lo confiesa a Silvia. Mientras se hallaba en un bar, Miriam es secuestrada por los rusos de Traian, que quiere asegurarse de que Rubén no declarará nada en contra de él, si bien la liberan al poco tiempo. Mónica es llamada a declarar, pasando la noche en el calabozo. |                                |                        |                                                   |                           |                              |           |                   |
| 8 | «No dejamos nada»              | Jorge Sánchez-Cabezudo | Jorge Sánchez Cabezudo y Alberto Sánchez Cabezudo | 25 de abril de 2011       | 20 de febrero de 2012        | 711 000   | 4,6%              |
| Ante la nueva situación, Silvia decide mandar de vuelta a Inglaterra a Miriam. Mónica llega a declarar, si bien Zarrategui desaparece al enterarse de que él es el siguiente objetivo de la policía. Traian contacta con un asesino ruso para librarse de Collado, el cual es envenenado. Por su parte, Rubén se encuentra con el anciano al cual pretendía arrebatar sus tierras; al verlo, este le descerraja un tiro con una escopeta, acabando con su vida. Las muertes de Alonso, Collado y Rubén causan que la investigación policial llegue a un punto muerto. Tras la muerte de Rubén, Silvia asume el mando de los negocios de la familia.                                                                        |                                |                        |                                                   |                           |                              |           |                   |

## Recepción

### Crítica
La serie es valorada como una de las mejores series de la historia de la televisión española.
Manuel Cuesta en el Diario Información calificó como impresionante la interpretación de Pepe Sancho y afirmó que dio credibilidad y brillo, alcanzando con este papel su cénit artístico.

### Audiencia
La serie comenzó emitiéndose en Canal+ en donde cosechó durante el 2011 una media de 33.000 espectadores y un 0,2% de cuota de pantalla, siendo el cuarto espacio más visto en dicho canal del año. Tras el premio a Pasión de Críticos a Lo mejor del año en el FeSTval de Vitoria, la cadena La Sexta se hizo con los derechos de emisión de la serie, estrenándose en dicha cadena en abierto el 30 de enero de 2012. En sus emisiones originales la serie obtuvo una cuota de pantalla de 5,7% atrayendo a más de un millón de espectadores.

### Autor de la obra
Rafael Chirbes, autor de la novela en que se basa la serie, dijo sobre ella que "la serie, sí, bueno, pues es otra cosa... Han cogido la novela y han hecho su lectura, esto... Es que Crematorio, la novela, huye de la trama, huye de lo policiaco, huye del misterio, se sostiene en el puro lenguaje, pretende ser una catarsis a partir del lenguaje, es decir que sería un ejercicio casi jesuítico, diríamos, loyolesco, de que el lector se enfrente a toda una serie de cosas que intuye que están dentro de él y no quiere ver. Y la serie, pues es otra cosa. La televisión necesita tensión e intriga, son lenguajes y cosas distintas".

## Premios y nominaciones
- Premios Ondas

| Año  | Categoría            | Resultado |
| ---- | -------------------- | --------- |
| 2011 | Mejor serie española | Ganadora  |

- Festival de Televisión y Radio de Vitoria

| Año  | Categoría                                           | Resultado |
| ---- | --------------------------------------------------- | --------- |
| 2011 | Premio 'Pasión de Críticos' como "Lo mejor del año" | Ganadora  |

- * Premios de la Unión de Actores

| Año  | Categoría                 | Premiado          | Resultado |
| ---- | ------------------------- | ----------------- | --------- |
| 2011 | Mejor actriz protagonista | Alicia Borrachero | Ganadora  |
| 2011 | Mejor actriz secundaria   | Juana Acosta      | Ganadora  |
| 2011 | Mejor actriz de reparto   | Chusa Barbero     | Ganadora  |

- Premios Iris de La Academia de la Televisión

| Año  | Categoría             | Premiado          | Resultado |
| ---- | --------------------- | ----------------- | --------- |
| 2011 | Mejor actriz de serie | Alicia Borrachero | Nominada  |

## Emisión en otros países
En 2012 fue estrenada a través del canal Max en Brasil. En 2013 fue emitida a través del canal de pago Sky en Alemania. Fue emitida en el año 2014 en Finlandia por el canal NyT. También fue distribuida en otros países por HBO Latin America.